# Lev L. Spiro
Lev L. Spiro (...) è un regista, effettista e attore statunitense.
Noto soprattutto per aver lavorato in molte produzioni Disney, come Gli esploratori del tempo, Pete il galletto e serie televisive come Dawson's Creek, The O.C., Weeds e Jonas.

## Biografia
Spiro si laureò in Political Science and Communication Arts alla Università del Wisconsin-Madison e studiò presso la Università del Texas ad Austin, dove ricevette un master in Film Production. I suoi primi lavori per il cinema furono l'adattamento cinematografico di The Convict, tratto da una storia di James Lee Burke, e The Suicide Club, basato sull'omonima storia di Robert Louis Stevenson, interpretato da Jonathan Pryce e Paul Bettany.

## Carriera
Spiro ha diretto più di 150 episodi di film drammatici e sitcom episodi, pilots e contenuti per network e televisione via cavo.
Ha diretto, inoltre, episodi di serie televisive come Weeds, Ugly Betty e di Everybody Hates Chris, Arrested Development - Ti presento i miei, The O.C., Gilmore Girls. Nel 2008 Spiro diresse il film per la televisione Gli esploratori del tempo, grazie al quale ottenne una nomination ai DGA Award. Nel 2009 diresse il film I maghi di Waverly: The Movie, con il quale vinse un'Emmy Award. Recentemente Spiro ha diretto episodi della serie televisiva di Netflix, Orange Is the New Black e quella di Amazon, The Tick.

## Vita privata
Spiro è sposato con la produttrice e sceneggiatrice Melissa Rosenberg dal 1995

## Filmografia

### Regista
- Welcome to Planet Earth (1996)
- Cousin Skeeter (1998)
- The Jersey (Pilot) (1999)
- Arli$$ (2000)
- Popular (2000)
- Gilmore Girls – serie TV (2001)
- Dawson's Creek – serie TV (2001)
- Do Over – serie TV, episodio 1x01 (2002)
- Everwood – serie TV (2003)
- One Tree Hill – serie TV (2004)
- The O.C. – serie TV (2004)
- Summerland (Pilot) (2004)
- Point Pleasant – serie TV (2005)
- My Name Is Earl (2005)
- Arrested Development - Ti presento i miei (2005)
- Pepper Dennis (2006)
- Psych (2006)
- Dirt (2007)
- Ugly Betty – serie TV (2007)
- Weeds (2007)
- Gli esploratori del tempo (2008)
- Everybody Hates Chris (2008)
- Jonas (2009)
- I maghi di Waverly: The Movie (Wizards of Waverly Place: The Movie) – film TV (2009)
- Blue Mountain State (2010)
- Glory Daze (2010)
- Supah Ninjas (2011)
- Are We There Yet? (2011)
- Jane by Design (Pilot) (2011)
- Beverly Hills Chihuahua 3: Viva La Fiesta! (2012)
- Don't Trust the B---- in Apartment 23 (2012)
- Betas (2013)
- Modern Family (2013)
- Vicini del terzo tipo (2014)
- UnREAL (2015)
- Orange Is the New Black (2015)
- Blue Mountain State: the Rise of Thadland (2016)
- Still the King (2016-17)
- Imaginary Mary (2017)
- Daytime Divas (2017)
- The Tick (2017)
- Insatiable (2018)

## Riconoscimenti
- 2013 – OFTA Awards per Modern Family
- 2010 Emmy Award per I maghi di Waverly: The Movie
- 2010 – Image Award Nomination per I maghi di Waverly: The Movie
- 2009 – Candidatura DGA Award per Gli esploratori del tempo
- 2002 – OFTA Awards per Gilmore Girls
- 2000 – Young Artist Awards per The Jersey
- 2000 – GLAAD Media Award per Popular Wild Wild Mess[4]